# Walter Plathe
Walter Plathe (Berlijn, 5 november 1950) is een Duitse acteur.

## Jeugd en opleiding
Walter Plathe groeide op in de toenmalige Rosenthaler Vorstadt in het Oostberlijnse stadsdeel Berlin-Mitte. Zijn eerste intentie was om dierenarts te worden. Derhalve leerde hij het beroep van vakverkoper van Zoo-artikels, wat aanvankelijk ook zijn werk werd. Daarnaast trad hij op in de jeugdstudio van het cabaret Die Distel.

## Carrière
Na zijn bezoek aan de Staatliche Schauspielschule in Berlijn (1968) werd hij in 1971 gecontracteerd door het Staatstheater Schwerin en in 1976 door het Theater der Freundschaft, heden het Theater an der Parkaue. Sinds 1972 acteerde hij ook in speelfilms en tv-producties. Daarbij kwamen vanaf de jaren 1980 ook activiteiten als presentator en conferencier. Dus leidde hij in juni 1986 en december 1987 door de show Kessel Buntes, een van de bekendste amusementsprogramma's van de toenmalige DDR. In 1988 presenteerde hij ook daar zijn eigen amusementsprogramma Gesagt ist gesagt.
In de zomer van 1989 trad hij op als gast bij de 20e Solidaritätsbasar der Berliner Journalisten op de Berlijnse Alexanderplatz, georganiseerd door het Verband der Journalisten der DDR. In september was hij te gast in het DDR-amusementsprogramma SpielSpaß met Hans-Georg Ponesky. Kort voor de kentering verhuisde hij naar de Bondsrepubliek en woonde enkele jaren in Hamburg.
Na 1990 werd Plathe in het bijzonder bekend onder een breed publiek door zijn hoofdrol in de ZDF-tv-serie Der Landarzt, waarin hij van 1992 tot 2008 de arts Dr. Ulrich Teschner vertolkte. Bovendien was en is hij dikwijls te gast in andere tv-series, zoals Derrick. Verder is hij werkzaam als vertolker van Otto Reutter. In de herfst van 2010 is hij met een programma van het Theater am Kurfürstendamm als Heinrich Zille op tournee. In 2017 speelde hij, net als in 2015 bij de Burgfestspiele Jagsthausen, de rol van Götz von Berlichingen.

## Privéleven
Plathe was van 1999 tot 2008 getrouwd met de 23 jaar jongere actrice Victoria Sturm, die ook in de serie Der Landarzt meespeelde.

## Verder
Plathe was in 1999 samen met Harald Juhnke en Günter Pfitzmann een van de medeoprichters van het Zille-museum in Berlijn.

## Onderscheidingen
- Berliner Theaterpreis Goldener Vorhang voor zijn rollen bij het Theater am Kurfürstendamm:
  - 2001: Heute kein Hamlet
  - 2005: Die Abenteuer des braven Soldaten Schwejk
  - 2007: Ein eingebildeter Kranker
  - 2009: Zille
  - 2014: Zille en Der eiserne Gustav

- 2009: Georg-Scheu-Plakette

## Filmografie (selectie)
- 1972: Trotz alledem! (bioscoopfilm)
- 1974: Das Mädchen Malle
- 1977: Ein Katzensprung
- 1977: Ich will euch sehen
- 1977: Schach von Wuthenow
- 1978: Zugvogel am Sund
- 1978: Geschlossene Gesellschaft
- 1979: Die lange Straße
- 1980: Die Schmuggler von Rajgorod
- 1981: Der ungebetene Gast
- 1983: Märkische Chronik (tv-serie, 12 afleveringen)
- 1982: Rächer, Retter und Rapiere
- 1982: Der Staatsanwalt hat das Wort: Gefährliche Freundschaft (tv-reeks)
- 1982: Polizeiruf 110: Schranken (tv-reeks)
- 1983: Das Puppenheim in Pinnow
- 1983: Der Staatsanwalt hat das Wort: Ein gefährlicher Fund
- 1984: Meine Frau Inge und meine Frau Schmidt
- 1986: Treffpunkt Flughafen (tv-serie, 8 afleveringen)
- 1987: Zwei leere Stühle
- 1987: Schauspielereien: Berliner Pflanzen
- 1988: Polizeiruf 110: Der Mann im Baum
- 1990: Derrick (tv-serie, afleveringen 17x04, 17x06)
- 1990: Café Europa
- 1991–1999: Der Alte (tv-serie, 3 afleveringen)
- 1992–2000: Großstadtrevier (tv-serie, 3 afleveringen)
- 1992: Tatort: Stoevers Fall (tv-reeks)
- 1994: Cornelius hilft (tv-serie, aflevering 1x08)
- 1992–2009: Der Landarzt (tv-serie, 181 afleveringen)
- 1994: Liebling Kreuzberg (tv-serie, aflevering 4x06)
- 1995, 1999: Für alle Fälle Stefanie (tv-serie, afleveringen 1x12, 4x24)
- 1998: Spuk aus der Gruft (bioscoopfilm)
- 1999: Das Traumschiff – Tahiti
- 2000: Spuk im Reich der Schatten (bioscoopfilm)
- 2000–2001: Klinik unter Palmen (tv-reeks, 6 afleveringen)
- 2002: Spuk am Tor der Zeit (bioscoopfilm)
- 2000–2003: Bei aller Liebe (tv-serie, 52 afleveringen)
- 2003: Der letzte Zeuge (tv-serie, aflevering 5x08)
- 2006: Pfarrer Braun – Kein Sterbenswörtchen
- 2007: Kreuzfahrt ins Glück – Hochzeitsreise nach Burma (tv-reeks)
- sinds 2010: Familie Dr. Kleist (tv-serie)
- 2011: Jagdgründe (korte film)
- 2014: Das Traumschiff – Pert
- 2017: Weiber! Schwestern teilen. Alles. (bioscoopfilm)
- 2019: Der Usedom-Krimi – Strandgut (gastrol)

## Theater
- 1977: Horst Hawemann: Tschapai ... Tschapai ... Tschapajew – Regie: Joachim Siebenschuh/Mirjana Erceg (Theater der Freundschaft Berlin)
- 1977: Erich Köhler: Das kleine Gespenst (Prahli) – Regie: Wolfgang Engel (Theater der Freundschaft)
- 1978: Eugen Eschner: Frühlingskapriolen – Regie: Mirjana Erceg (Theater der Freundschaft)
- 1978: Lutz Dechant: Paul und Maria – Regie: Joachim Siebenschuh (Theater der Freundschaft)
- 1978: Margarete Steffin: Wenn er einen Engel hätte – Regie: Wolfgang Engel (Theater der Freundschaft)
- 1978: Dieter Süverkrüp: Das Auto Blubberbumm – Regie: Herbert Fischer (Theater der Freundschaft)
- 2009: Horst Pillau: Zille – Regie: Klaus Gendries (Theater am Kurfürstendamm)

## Hoorspelen
- 1978: Jacob Grimm/Wilhelm Grimm: Das Meerhäschen (Köhler) – Regie: Christa Kowalski (Kinderhörspiel/Kurzhörspiel – Rundfunk der DDR)
- 1984: Oscar Wilde: Der Fischer und seine Seele (Fischer und Seele) – Regie: Barbara Plensat (Hörspiel – Rundfunk der DDR)
- 1988: Katja Oelmann: Steig der Stadt aufs Dach (Abschnittsbevollmächtigter) – Regie: Barbara Plensat (Hörspiel – Rundfunk der DDR)

- Gemeinsame Normdatei: 134860470
- International Standard Name Identifier: 0000 0000 5650 5578
- Library of Congress Control Number: no2017123691
- Virtual International Authority File: 79821436
- WorldCat: E39PBJfCwd7GKTTjMCyMrC6Myd